# Vražné

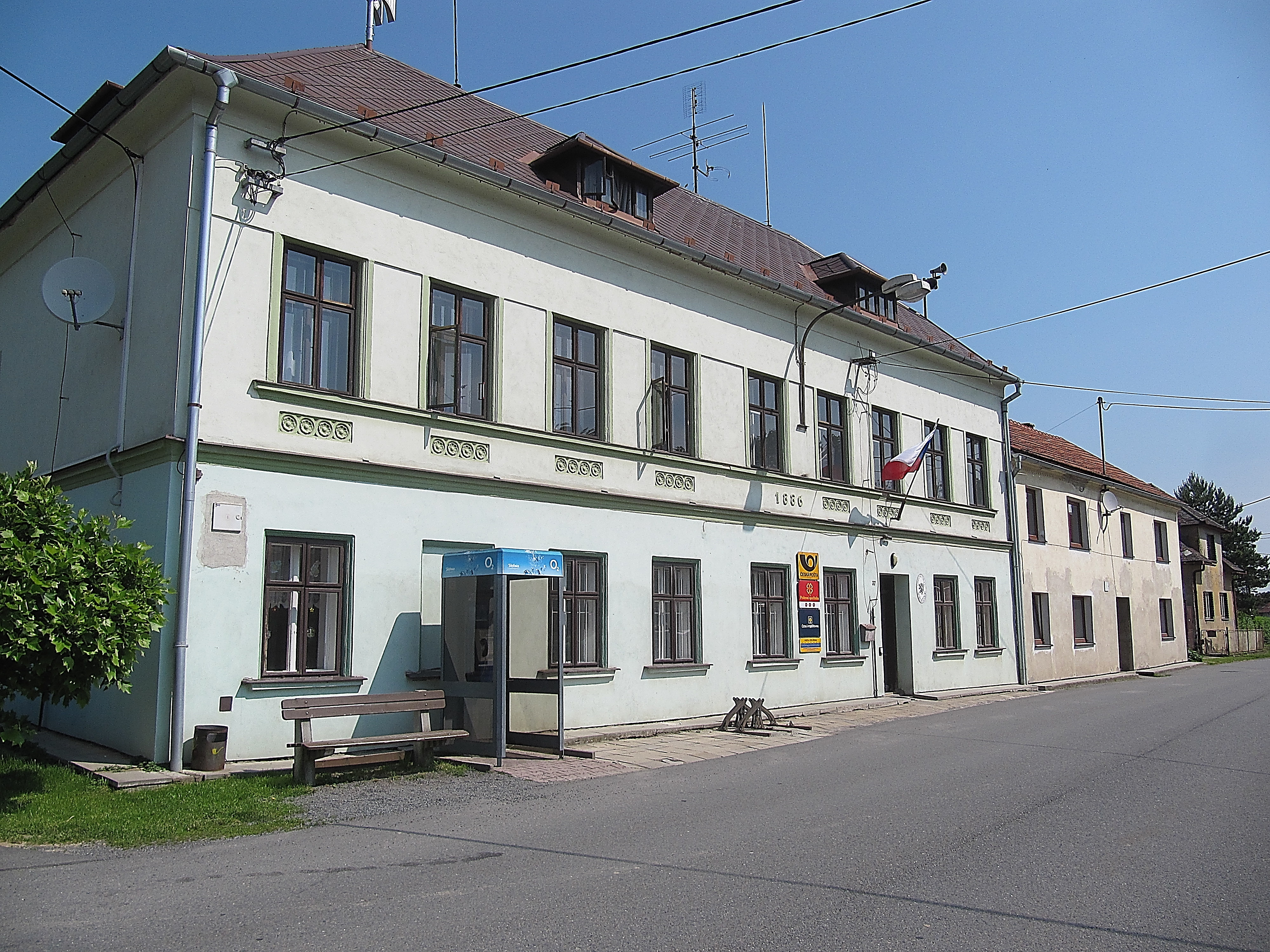
Gemeindeamt

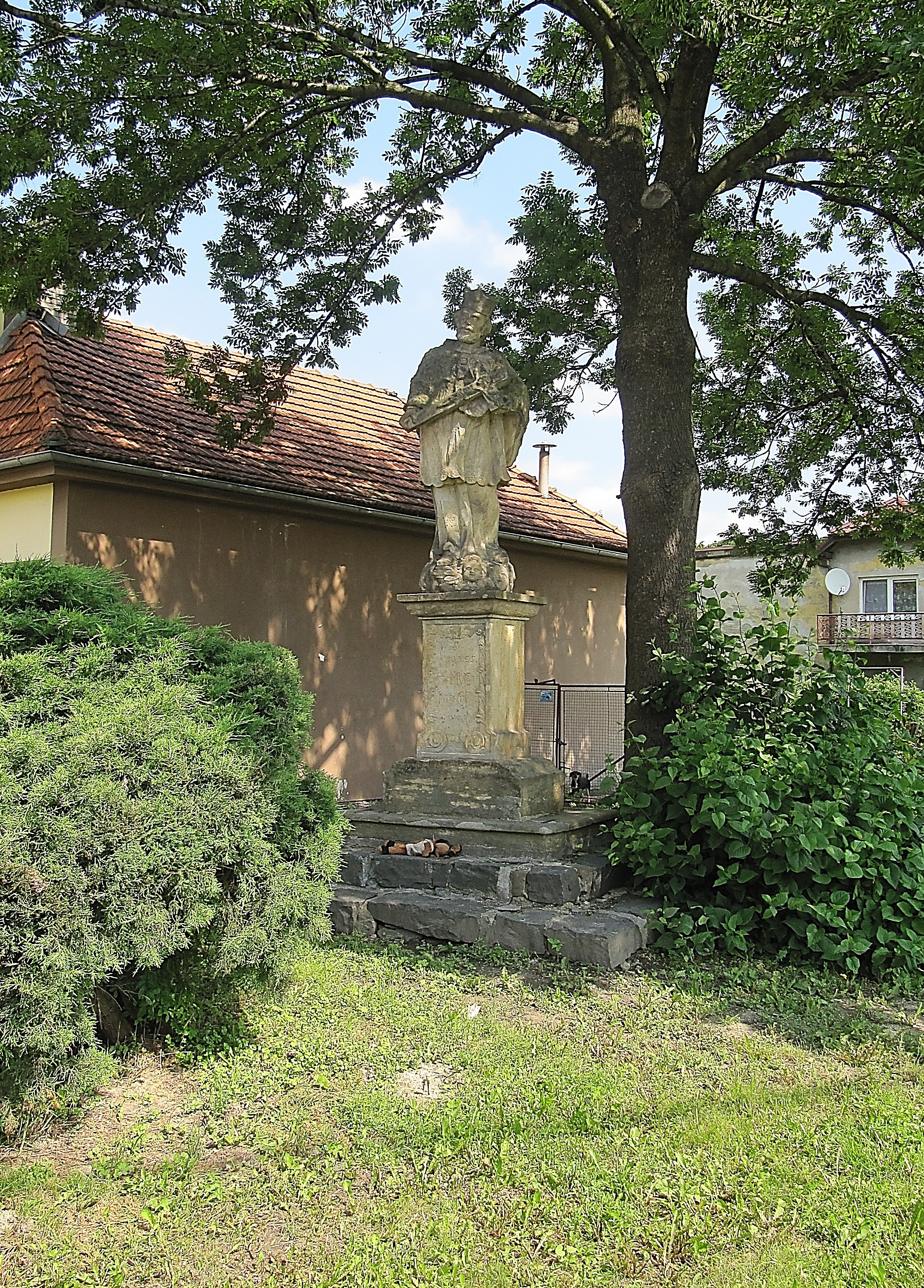
Statue des hl. Johannes von Nepomuk

Vražné (deutsch Petersdorf) ist eine Gemeinde im Okres Nový Jičín in der Region Moravskoslezský kraj in Tschechien. Die Gemeinde liegt fünf Kilometer südlich von Odry und erstreckt sich entlang beider Seiten der historischen mährisch-schlesischen Grenze.

## Geographie
Vražné befindet sich am Übergang von der Mährischen Pforte zum Kuhländchen. Das Dorf erstreckt sich rechtsseitig der Oder entlang ihres Zuflusses Vraženský potok (Roßbach). Nördlich von Vražné verläuft die Autobahn D 1, nordöstlich die Bahnstrecke Suchdol nad Odrou–Budišov nad Budišovkou.
Nachbarorte sind Odry und Pohoř im Norden, Mankovice im Nordosten, Dolní Mlýn im Osten, Jeseník nad Odrou und Hrabětice im Südosten, Blahutovice und Polom im Süden, Lučice und Bělotín im Südwesten, Hynčice im Westen sowie Veselí und Emauzy im Nordwesten.

## Geschichte
Die erste schriftliche Erwähnung des nach seinem Lokator benannten Reihendorfes stammt aus dem Jahr 1282. 1374 wurde Petersdorf durch die Besitzer der Herrschaft Odrau, Albert und Peter von Sternberg, vom Heimfall befreit. In der ersten Hälfte des 15. Jahrhunderts überließ Latzek von Sternberg einer Verwandten anlässlich deren Hochzeit mit Georg Trnawka von Braunsberg 12 Huben von Petersdorf unter dem Namen Unterpetersdorf als Heiratsgut, wobei die Abgaben aus diesem Teil auch weiter nach Odrau flossen.
Nachdem Johann von Zierotin 1480 die zum Herzogtum Troppau gehörige Herrschaft Fulnek in der mährischen Landtafel in Olmütz einlegen ließ und gleiches auch mit der Herrschaft Odrau beabsichtigt war, löste dies einen Grenzstreit zwischen dem Herzogtum Troppau und dem Markgrafentum Mähren aus. Am 28. Oktober 1481 verglich sich Herzog Viktorin vorläufig mit den Vertretern der mährischen Stände, Bischof Protasius und Landeshauptmann Ctibor von Cimburg darüber, dass wie von Alters hergebracht, die Oder die Grenze zwischen dem Herzogtum Troppau und dem Markgrafentum Mähren bilden sollte und die Herrschaften Fulnek und Odra damit beim Herzogtum Troppau verbleiben sollten. Da die vorgesehene endgültige Entscheidung jedoch nicht erfolgte, wurde der status quo beibehalten. Die auf der Troppauer Seite gelegenen Fluren von Unterpetersdorf entwickelten sich zum Streitgegenstand zwischen den Herrschaften Fulnek und Odrau. 1482 machte Hieronymus von Liderau durch Zeitzeugenaussagen seine Ansprüche auf Unterpetersdorf geltend und verklagte 1483 Latzeks Sohn, Albrecht d. Ä. von Sternberg-Lukow auf Holleschau, auf Entschädigung für die ihm entgangenen Einnahmen. Nachdem das Landrecht von Lideraus Ansprüche anerkannt hatte, überschrieb dieser Unterpetersdorf an Johann von Zierotin. Albrecht d. Ä. von Sternberg wurde 1490 landrechtlich zur förmlichen Einlegung von Unterpetersdorf an Hieronymus von Liderau und dieser ebenso zur Versicherung an Johann von Zierotin verpflichtet. Zierotin wurde 1493 in der mährischen Landtafel als erblicher Besitzer von Unterpetersdorf eingetragen. Im Zuge der im selben Jahre erfolgten mährisch-troppauischen Grenzregulierung wurde Petersdorf zwischen den Kronländern Mähren und Schlesien geteilt; Oberpetersdorf (Horní Vražné) verblieb bei Schlesien, das Kirchdorf Unterpetersdorf (Dolní Vražné) kam zu Mähren.
Nach der Aufhebung der Patrimonialherrschaften bildeten Klein Petersdorf und Groß Petersdorf ab 1849 Gemeinden im schlesischen Gerichtsbezirk Odrau bzw. mährischen Gerichtsbezirk Neutitschein. Nach dem Münchner Abkommen wurden beide Gemeinden 1938 dem Deutschen Reich zugeschlagen und gehörten ab 1939 zum Landkreis Neu Titschein. 1943 erfolgte der Zusammenschluss der Gemeinden Groß Petersdorf, Heinzendorf und Klein Petersdorf zu einer Gemeinde Heinzendorf. Nach dem Ende des Zweiten Weltkrieges kam die Gemeinde zur Tschechoslowakei zurück, der Gemeindezusammenschluss wurde wieder aufgehoben. Die deutschsprachige Bevölkerung wurde größtenteils vertrieben. Im Jahre 1953 wurden die Gemeinden Dolní Vražné, Horní Vražné und Hynčice zur Gemeinde Vražné zusammengeschlossen. Zwischen 1979 und 1994 war das Dorf nach Odry eingemeindet. Im Zuge der Eingemeindung verloren Dolní Vražné und Horní Vražné ihren Status als Ortsteile.
Im Jahr 2006 hatte Vražné 827 Einwohner.

## Gemeindegliederung
Die Gemeinde Vražné besteht aus den Ortsteilen Emauzy (Emaus), Hynčice (Heinzendorf) und Vražné (Petersdorf). Der Kernort umfasst die Ortslagen Dolní Vražné (Klein Petersdorf) und Horní Vražné (Groß Petersdorf).

## Söhne und Töchter der Gemeinde
In Heinzendorf (Hynčice), wurden der Wissenschaftler Gregor Mendel und der Arzt Alois Schindler geboren.

## In Literatur
In den letzten drei Romane der von Volker Kutscher verfassten Bücherreihe über den Kriminalpolizist Gereon Rath besitzt der Titelheld einen gefälschten tschechoslowakischen Reisepass des in Petersdorf (Vražné) zugehörigen Helmut Michalek.

## Sehenswürdigkeiten
- Denkmal für Gregor Mendel
- Kruzifix
- Statue des hl. Johann Nepomuk
- Kirche St. Peter und Paul, erbaut 1798–99